# کازین ایت
کازین ایت (انگلیسی: Cousin Itt) یک شخصیت خیالی در مجموعه‌های تلویزیونی و فیلم‌های خانواده آدامز است. او به‌طور ویژه برای مجموعه تلویزیونی سال ۱۹۶۴ ساخته شد و در اقتباس‌های بعدی سینمایی، تلویزیونی و تئاتری به‌عنوان یکی از شخصیت‌های فرعی ثابت حضور داشته است.

## پیشینهٔ شخصیت
کازین ایت موجودی قد کوتاه و پرمو است که ظاهرش به‌طور کامل از موهایی تا کف زمین پوشیده شده است. او معمولاً کلاه بولر و عینک آفتابی گرد به سر دارد و به زبانی نامفهوم و زیر صحبت می‌کند که تنها خانواده‌اش آن را می‌فهمند. از آن‌جا که این شخصیت به‌طور ویژه برای مجموعه تلویزیونی سال ۱۹۶۴ ساخته شد، تصویرسازی‌های کارتونیست خالق مجموعه، چارلز آدامز، پس از پخش این مجموعه آغاز شد؛ ابتدا در یک طرح تک‌صفحه‌ای که ایت را در حال صحبت تلفنی نشان می‌داد («اینجا ایت صحبت می‌کند») و سپس در آثار پرترهٔ خانوادگی. او یک خودروی مسرشمیت کابینن‌رو می‌راند.

## حضورها

### تلویزیون
کازین ایت در مجموعه تلویزیونی سال ۱۹۶۴ به‌عنوان کازینِ گومز آدامز معرفی می‌شود. او مهمان گاه‌به‌گاه خانهٔ آدامزهاست و معمولاً از طریق دودکش وارد یا خارج می‌شود، هرچند اتاقی مخصوص به خودش دارد که متناسب با قد و اندازه‌اش مبله شده است. ایت بیهوده خود را در مشاغل گوناگونی می‌آزماید، از جمله بازیگر، خواننده، مشاور ازدواج و سرپرست باغ‌وحش. ظاهر فیزیکی او موضوع یکی از قسمت‌هاست که در آن شروع به از دست دادن موهای خود می‌کند.
کازین ایت در مجموع در ۱۹ قسمت از مجموعه اصلی حضور داشت و بیشتر اوقات توسط فلیکس سیلا بازی می‌شد، به جز دو قسمت که راجر آرویو نقش او را ایفا کرد. سیلا در یک فراخوان بازیگری در لس آنجلس شرکت کرد و بدون نیاز به آزمون بازیگری بلافاصله این نقش به او داده شد. ابتدا لباس سنگین این شخصیت از موی طبیعی ساخته شده بود، اما بعداً به دلیل خطر آتش‌سوزی ناشی از استعمال دخانیات در پشت صحنه، به موی مصنوعی مقاوم در برابر آتش تغییر یافت. وظیفهٔ سیلا فقط راه رفتن در صحنه بود، زیرا صدای ایت (که توسط مهندس صدا تونی ماگرو تأمین می‌شد) در مراحل پساتولید به شخصیت اضافه می‌شد، اما او اغلب هنگام بازی در این لباس دچار مشکل در دیدن می‌شد.
این شخصیت همراه با دیگر اعضای خانواده آدامز در قسمت ویژه‌ای از مجموعه پویانمایی فیلم‌های جدید اسکوبی دو در ۲۳ سپتامبر ۱۹۷۲ با عنوان «وقتی ونزدی گم شده» حضور پیدا می‌کند. صداگذاری این شخصیت در آن قسمت توسط جان استیونسن انجام شد که بعدها در مجموعه انیمیشنی سال ۱۹۷۳ هانا باربرا نیز دوباره این نقش را ایفا کرد.
در مجموعه پویانمایی سال ۱۹۹۲، ایت (با صداپیشگی پت فرلی) به عنوان یک پیرپسر بی خیال و آزاد به تصویر کشیده می‌شود که اغلب در کنار همراهان زن دیده می‌شود. همچنین او یک مأمور مخفی است که هدف اصلی دوقلوهای جاسوس قرار می‌گیرد.
کازین ایت در مجموعه خانواده آدامز جدید توسط دیوید مایلریا اجرا شده و صداگذاری او بر عهدهٔ پال دابسن بوده است.
در مجموعه نتفلیکس ونزدی، یکی از نیاکان او به عنوان یکی از پرتره‌های آکادمی نِوِرمور با نام «ایگناتیوس ایت» حضور دارد.